# Relief antropic
Relief antropic, denumit și relief antropogen, se referă la relieful format prin intervenția omului sau care reflectă totalitatea transformărilor mari datorate omului: lacuri artificiale (lacuri de acumulare), canale (ex.: Canalul Dunăre-Marea Neagră), cariere, exploatări miniere de suprafață, baraje, diguri, halde de steril (din activitățile miniere), rambleuri, debleuri, etc.
Omul, dispunând de tehnici avansate, produce modificări importante în scoarța terestră, iar acestea duc la apariția unui relief specific denumit relief antropic. Influența omului asupra scoarței terestre se poate manifesta direct (crearea de gropi, căi de comunicație, tuneluri, diguri, cariere) și indirect, accelerând acțiunea unor agenți naturali (defrișarea pădurilor, pășunatul, irigarea terenurilor).
Ca urmare a intervenției antropice, au apărut două tipuri de relief antropic: relieful antropogen de excavare și relieful antropogen de acumulare.
- Relieful antropogen de excavare a rezultat prin efectuarea săpăturilor necesare sistemelor hidroenergetice, a căilor de comunicație, a exploatării unor materiale de construcție.
- Relieful antropogen de acumulare a rezultat prin depozitarea materialelor rezultate din lucrările de excavare.

Modelarea reliefului de către om poartă un aspect constructiv și destructiv și poate avea un caracter local și regional. Antropogenizarea puternică a terenurilor într-o regiune are o influență drastică asupra faunei și florei.